# Processamento digital de imagem
Processamento digital de imagem é o uso de algoritmos computacionais para realizar o processamento de imagem em imagens digitais. Como um subcampo do processamento digital de sinais, o processamento digital de imagem possui muitas vantagens sobre o processamento analógico de imagem; ele permite que uma série mais ampla de algoritmos sejam aplicados aos dados de entrada e pode evitar problemas como o acúmulo de ruídos e distorção de sinais durante o processamento. Uma vez que as imagens estejam definidas sobre duas dimensões (talvez mais), o processamento digital de imagens pode ser modelado na forma de Sistemas Multidimensionais.

## História
Muitas das técnicas de processamento digital de imagens foram desenvolvidas nos anos de 1960 no Jet Propulsion Laboratory, MIT, Bell Labs, University of Maryland, e alguns outros lugares, com aplicação para imagens de satélite,  conversão de padrões de wirephoto, imagens médicas, vídeofone, reconhecimento de caracteres e aprimoramento de foto. Mas o custo de processamento foi muito alto com o equipamento computacional da época. Nos anos de 1970, o processamento digital de imagem se proliferou, quando computadores mais baratos e hardwares dedicados foram disponibilizados.